# Grand Prix automobile des Pays-Bas 1962
GP précédent GP suivant
Le Grand Prix des Pays-Bas 1962 (XI Grote Prijs van Nederland), disputé sur le circuit de Zandvoort le 20 mai 1962, est la cent-troisième épreuve du championnat du monde de Formule 1 courue depuis 1950 et la première manche du championnat 1962.

## Contexte avant la course

### Le championnat du monde
Depuis la saison précédente, la Formule 1 suit la réglementation 1 500 cm3 (dérivée de l'ancienne Formule 2 de la période 1957 à 1960), s'appuyant sur les points suivants :
- interdiction des moteurs suralimentés
- cylindrée minimale : 1 300 cm3
- cylindrée maximale : 1 500 cm3
- poids minimal : 450 kg (à sec)
- double circuit de freinage obligatoire
- arceau de sécurité obligatoire (le haut du cerceau devant dépasser le casque du pilote)
- démarreur de bord obligatoire
- carburant commercial
- ravitaillement en huile interdit durant la course

Initialement opposés à cette nouvelle formule, les concurrents britanniques n'ont pu combler le retard pris dans la conception de leurs nouvelles monoplaces, et, au cours de la saison 1961, furent nettement dominés par la Scuderia Ferrari, qui disposait de moteurs bien plus performants. Malgré le titre de champion du monde obtenu par Phil Hill, l'année se termina bien mal pour le constructeur italien, avec l'accident mortel de Wolfgang von Trips, alors en tête du championnat, à Monza, le départ de son directeur sportif Romolo Tavoni et surtout celui de l'ingénieur en chef Carlo Chiti et de ses techniciens les plus expérimentés. Coventry Climax et BRM proposant désormais des moteurs V8 presque aussi puissants que les V6 italiens, les équipes britanniques ont déjà affiché leurs prétentions dans les premières épreuves (hors championnat) de 1962, Graham Hill (BRM) et Jim Clark (Lotus-Climax) s'étant imposés à plusieurs reprises face aux Ferrari, qui devront également affronter les nouvelles Porsche à moteur huit cylindres à plat. Ce début de saison prometteur a toutefois été assombri par le grave accident survenu à Stirling Moss à Goodwood, le lundi de Pâques : éjecté de sa monoplace, le champion anglais a été très sévèrement touché et ne pourra probablement pas reprendre la compétition avant de nombreux mois.

### Le circuit
C’est en 1948 que fut inauguré le circuit permanent de Zandvoort, à l'occasion du deuxième Grand Prix de Zandvoort, course de Formule 1 remportée par la Maserati du Prince Bira. Tracée dans les dunes, en bord de mer, à l’ouest d'Haarlem, la piste est relativement sinueuse et la présence quasi-permanente de sable rend l'adhérence précaire. En 1960, Stirling Moss avait battu le record du tour à la moyenne de 160,9 km/h au volant de sa Lotus F1, une performance qui n'a pas été améliorée depuis.

## Monoplaces en lice
- Ferrari 156 "Usine"

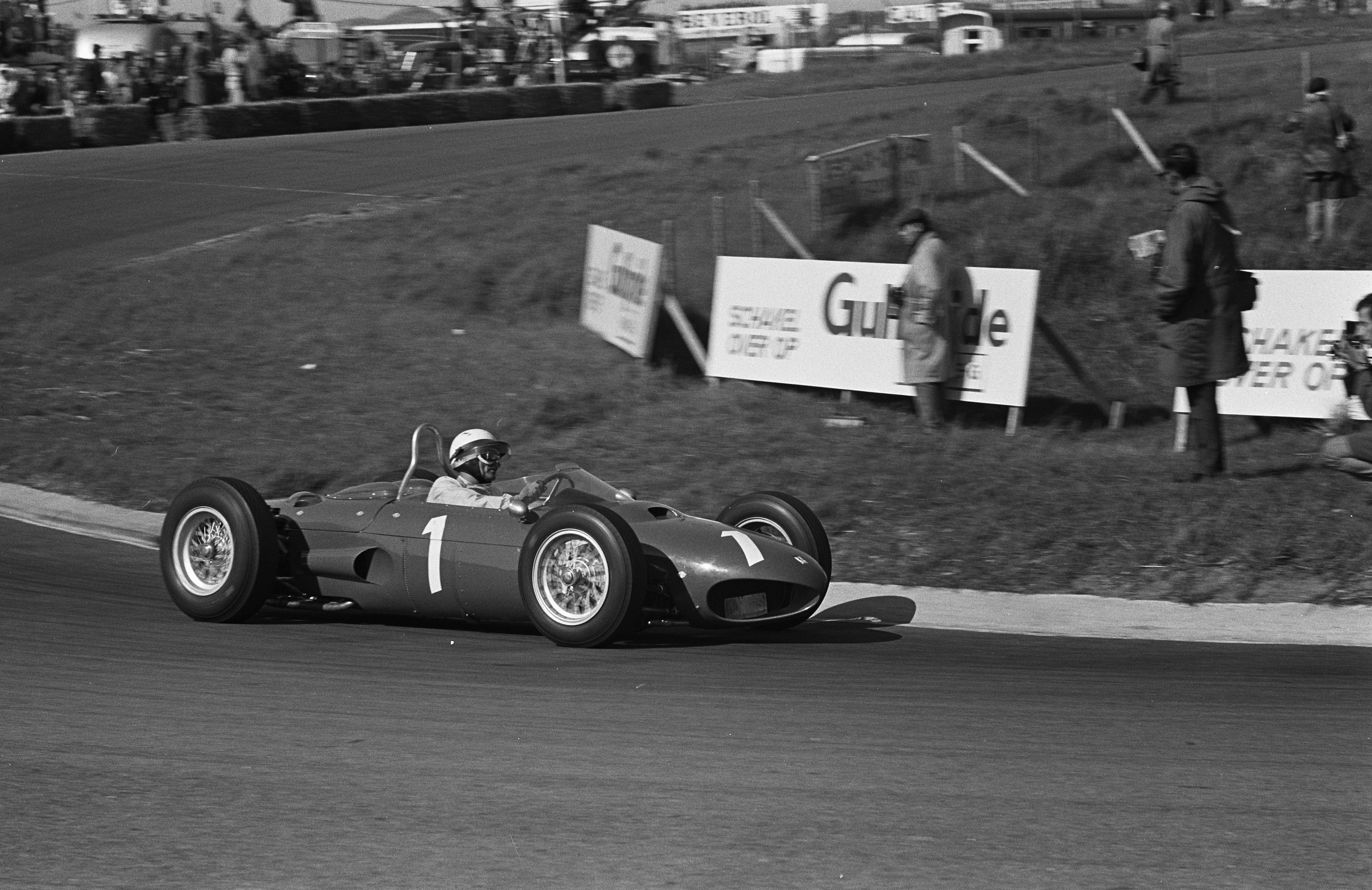
Champion en titre, Phil Hill aborde la nouvelle saison avec le numéro 1, mais la Ferrari 156 ne constitue plus l'arme absolue.

Après un titre mondial acquis dans des circonstances dramatiques (la couronne de Phil Hill coïncidant avec la disparition accidentelle de Wolfgang von Trips à Monza), de nombreux changements ont affecté la Scuderia Ferrari au cours de l'intersaison. En conflit avec Enzo Ferrari, une partie de l'encadrement a été renvoyée par le «Commandatore», dont le directeur technique Carlo Chiti, le concepteur Giotto Bizzarrini et le directeur sportif Romolo Tavoni. Côté conducteurs, si Hill (ignorant l'éviction des principaux cadres) est resté dans l'équipe, Richie Ginther a préféré tenter sa chance au sein de l’équipe BRM, son rôle de metteur au point étant désormais dévolu à Willy Mairesse. Remplaçant Tavoni, Eugenio Dragoni a promu Giancarlo Baghetti au rang de second pilote, la troisième voiture étant confiée au jeune espoir mexicain Ricardo Rodríguez. Conscient du manque de rigidité de la 156 F1, le nouveau directeur technique Mauro Forghieri a apporté quelques modifications au châssis, mais les premières courses hors championnat de l'année ont confirmé la supériorité des monoplaces britanniques, équipées désormais de moteurs presque aussi puissants que le V6 Dino qui, alimenté par deux carburateurs Weber triple corps, dispose de 200 chevaux à 10000 tr/min. Une version 24 soupapes de ce moteur a été testée durant l'hiver, mais s'est révélée trop fragile pour être utilisée en course. L'évolution la plus notable par rapport à l’année précédente est l'utilisation d'une nouvelle boîte de vitesses à six rapports. Dans sa version 1962, la 156 pèse 495 kg à sec. Dépassée en performance pure, la monoplace de Maranello s'est néanmoins imposée à l'occasion du dernier Grand Prix de Bruxelles, Mairesse ayant bénéficié de l'abandon de ses principaux adversaires pour l'emporter. Le pilote belge n'est pas présent à Zandvoort, disputant ce même week-end le Grand Prix de Naples sur le circuit urbain de Posillipo.
- Lotus 24 & 25 "Usine"

Colin Chapman crée la surprise en dévoilant sa toute nouvelle Lotus 25, à châssis monocoque. Alors que concurrents et clients de la marque pensaient que la récente Lotus 24 (évolution de la 21 adaptée au nouveau moteur V8 Coventry Climax FWMV) serait la voiture à battre cette saison, la révolutionnaire 25, avec sa coque intégrant les réservoirs, se démarque du reste du plateau par sa ligne très basse (la carrosserie de la 25 est cinq centimètres moins large et deux centimètres et demi moins haute que celle de la 24), imposant au pilote une position couchée. Le seul modèle pour l'heure disponible est confié à Jim Clark, le second pilote Trevor Taylor pilotant quant à lui la 24 utilisée par l’Écossais en début de saison, victorieuse à Snetterton et à Aintree. Outre son maître-couple réduit, la 25 bénéficie d'une rigidité quatre fois supérieure à celle de la 24, les deux modèles pesant 455 kg. Suspensions et boîte de vitesses (ZF à cinq rapports) sont communes, tout comme le moteur FWMV qui délivre 181 chevaux à 8200 tr/min. L'équipe dispose également d'un mulet, une 24 équipée d'un ancien moteur Climax FPF (quatre cylindres de 152 chevaux).
- Lotus 24 & 18/21 privées

UDT Laystall engage une Lotus 24 à moteur Climax V8, confiée à Innes Ireland qui l'utilise pour la première fois, le pilote écossais ayant effectué le début de saison sur une des deux anciennes 18/21 à moteur Climax FPF de l’équipe, la seconde étant affectée à Masten Gregory qui ne dispose pas encore du nouveau modèle. Parti de chez Cooper afin de construire ses propres monoplaces en collaboration avec son compatriote Ron Tauranac, Jack Brabham a également acquis une Lotus 24 à moteur V8 FWMV, qu'il a étrennée une semaine auparavant à Silverstone à l'occasion de l'International Trophy.
- Porsche 804 "Usine"

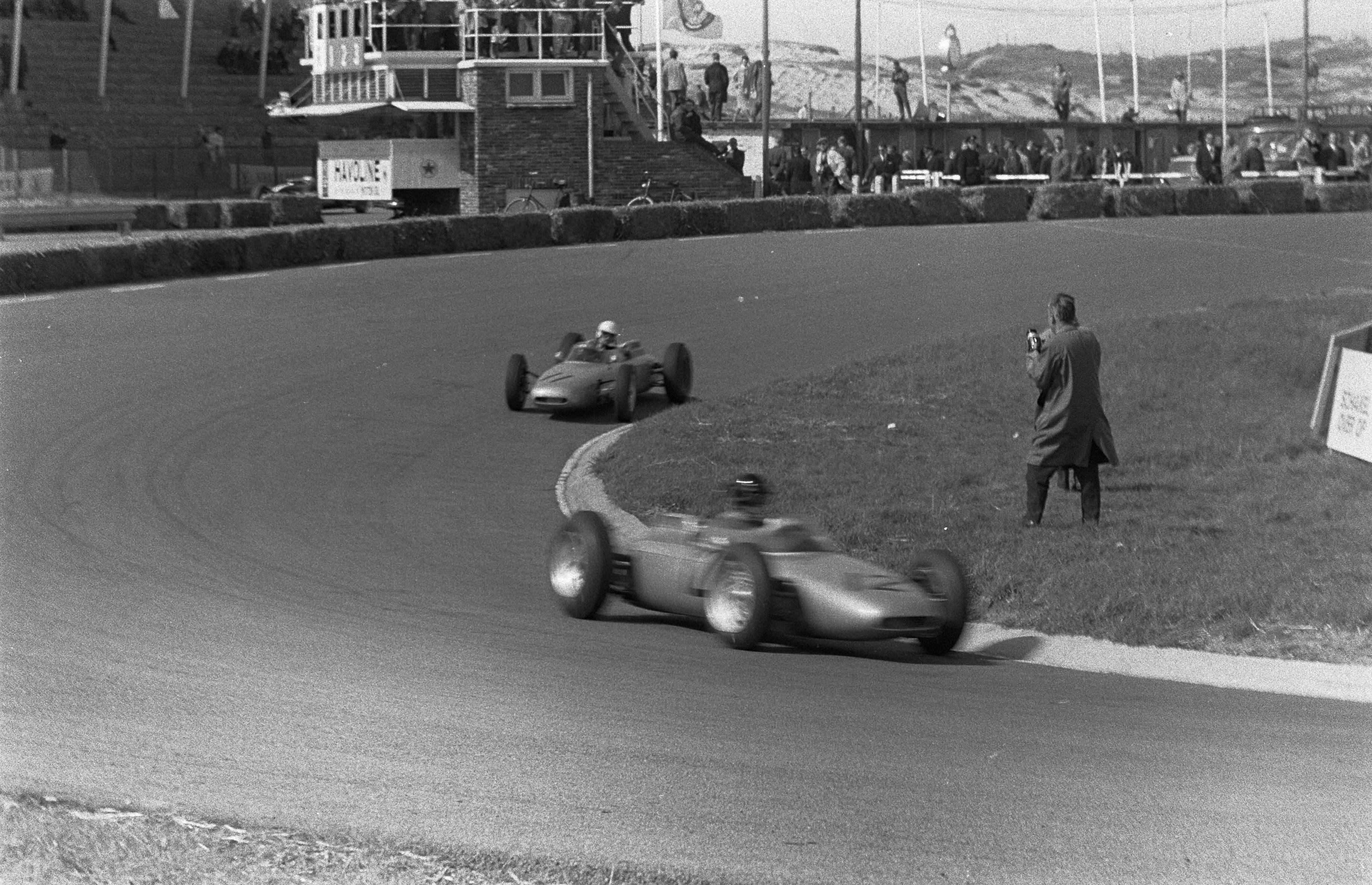
Première apparition des Porsche 804, aux mains de Dan Gurney et Joakim Bonnier.

Joakim Bonnier et Dan Gurney ont enfin touché leurs nouvelles Porsche 804, attendues depuis plusieurs mois. Ces monoplaces sont dotées d'un moteur huit cylindres à plat refroidi par air, alimenté par quatre carburateurs Weber à double corps, la puissance maximale s'établissant à 184 chevaux à 9000 tr/min. L'absence de circuit de refroidissement (remplacé par un ventilateur horizontal à pales en matière plastique) permet un gain de poids, la voiture ne pesant 452 kg à sec, soit 2 kg de plus que le minimum imposé.
- Porsche 718 & 787 privées

Carel Godin de Beaufort pilote son habituelle Porsche 718 (une ancienne Formule 2 équipée d'un moteur à quatre cylindres à plat refroidi par air, avec laquelle il a disputé l'entièreté de la saison 1961). Son écurie Maarsbergen a également engagé un modèle 787 (utilisant un moteur identique) pour Ben Pon, qui participe pour la première fois à un Grand Prix.
- Cooper T60 & T55 "Usine"

Après le départ de Brabham, qui prenait une part très active au développement et à la mise au point des monoplaces de Surbiton, c'est désormais Bruce McLaren qui assure le rôle de premier pilote. Le Néo-Zélandais a grandement contribué à l'élaboration de la nouvelle T60,conçue par l'ingénieur Owen Maddock, qui effectue ici sa première sortie. Elle s'avère beaucoup plus fine que la précédente T58 qui utilisait déjà le V8 Climax FWMV. Le moteur est accouplé à une nouvelle boîte de vitesses à six rapports, développée en interne et fabriquée chez Knight. L'ensemble pèse 467 kg. Seul McLaren dispose du nouveau modèle, Tony Maggs pilotant une T55 de la saison précédente, équipée d'un moteur quatre cylindres Climax FPF et d'une boîte cinq vitesses.
- Cooper T53 privées

Jackie Lewis a engagé sa T53 personnelle, toujours équipée du moteur Climax FPF. L'écurie Bowmaker Racing dispose également d'une T53, qui servira uniquement de mulet, l'équipe de Reg Parnell engageant désormais des Lola.
- BRM P57 & P48/57 "Usine"

Apparues lors des essais du Grand Prix d'Italie 1961, la P57 à moteur V8 n'a effectué sa première course qu'à l'occasion du Grand Prix de Bruxelles 1962, l'hiver ayant été mis à profit par le l'équipe, sous la direction technique de Tony Rudd, pour en parfaire la mise au point. Seul un problème de démarreur empêcha alors Graham Hill de viser la victoire, le pilote britannique ayant été disqualifié pour aide extérieure au départ de la seconde manche, alors qu'il venait de remporter brillamment la première. Second derrière la Lotus de Clark au Lombank Trophy deux semaines plus tard, Hill imposa la P57 à l'occasion du Glover Trophy, à Goodwood, avant de récidiver lors de l'International Trophy à Silverstone. Transfuge de Ferrari, Ginther n'a pas connu la même réussite que son coéquipier, ayant en outre détruit sa voiture à Silverstone. Une seule P57 est donc présente à Zandvoort. Pesant environ 475 kg, elle dispose d'une puissance de plus de 185 chevaux. Ginther dispose quant à lui d'un châssis P48/57 de la saison précédente, équipé toutefois du nouveau moteur V8.
- Emeryson MkIII

L'écurie Maarsbergen a loué une Emeryson MkIII à Paul Emery. Il s'agit du dernier châssis réalisé par le petit constructeur britannique, équipé d'un moteur Climax FPF et d'une boîte de vitesses Colotti, utilisé en début de saison par John Campbell-Jones dans quelques courses hors-championnat. Elle est aux mains de Wolfgang Seidel.
- Lola Mk4

Dirigé par l'ancien pilote Reg Parnell, le Bowmaker Racing (nouvelle appellation du Yeoman Credit Racing Team) est présent en F1 depuis 1960. Engageant jusqu'alors des Cooper, l'écurie britannique s'est assuré pour la saison 1962 les services de l'ingénieur Eric Broadley, fondateur de Lola Cars. Première Formule 1 conçue par Broadley, la Mk4 est une monoplace à châssis tubulaire ; après avoir utilisé le moteur quatre cylindres Climax FPF en début d'année, elle dispose depuis les 200 miles d'Aintree du V8 Climax FWMV, accouplé à une boîte de vitesses Colotti à cinq rapports. L'ensemble pèse 490 kg à sec. L'équipe de pilotes est la même qu'en 1961, John Surtees étant épaulé par Roy Salvadori.

## Coureurs inscrits
| no | Pilote                  | Écurie                      | Constructeur | Modèle              | N° châssis      | Moteur                                              | Pneumatiques |
| -- | ----------------------- | --------------------------- | ------------ | ------------------- | --------------- | --------------------------------------------------- | ------------ |
| 1  | Phil Hill               | Ferrari SEFAC               | Ferrari      | Ferrari 156         | 156-004         | Ferrari 178 V6 (120°)                               | D            |
| 2  | Giancarlo Baghetti      | Ferrari SEFAC               | Ferrari      | Ferrari 156         | 156-007         | Ferrari 178 V6 (120°)                               | D            |
| 3  | Ricardo Rodríguez       | Ferrari SEFAC               | Ferrari      | Ferrari 156         | 156-003         | Ferrari 178 V6 (120°)                               | D            |
| 4  | Jim Clark               | Team Lotus                  | Lotus        | Lotus 25            | 25 R1           | Coventry Climax FWMV V8                             | D            |
| 5  | Trevor Taylor Jim Clark | Team Lotus                  | Lotus        | Lotus 24            | 24-948          | Coventry Climax FWMV V8                             | D            |
| 5T | Trevor Taylor           | Team Lotus                  | Lotus        | Lotus 24            | ?               | Coventry Climax FPF MkII L4                         | D            |
| 6  | Bruce McLaren           | Cooper Car Company          | Cooper       | Cooper T60          | F1-17-61        | Coventry Climax FWMV V8                             | D            |
| 7  | Tony Maggs              | Cooper Car Company          | Cooper       | Cooper T55          | F1-11-61        | Coventry Climax FPF MkII L4                         | D            |
| 8  | Jack Brabham            | Brabham Racing Organisation | Lotus        | Lotus 24            | 24-947          | Coventry Climax FWMV V8                             | D            |
| 9  | Innes Ireland           | UDT Laystall Racing Team    | Lotus        | Lotus 24            | 24-943          | Coventry Climax FWMV V8                             | D            |
| 10 | Masten Gregory          | UDT Laystall Racing Team    | Lotus        | Lotus 18/21         | XVIII-916       | Coventry Climax FPF MkII L4                         | D            |
| 11 | Joakim Bonnier          | Porsche System Engineering  | Porsche      | Porsche 804         | 804-01          | Porsche 753 F8                                      | D            |
| 12 | Dan Gurney              | Porsche System Engineering  | Porsche      | Porsche 804         | 804-02          | Porsche 753 F8                                      | D            |
| 14 | Carel Godin de Beaufort | Ecurie Maarsbergen          | Porsche      | Porsche 718         | 718-201         | Porsche 547/3 F4                                    | D            |
| 15 | Ben Pon                 | Ecurie Maarsbergen          | Porsche      | Porsche 787         | 787-01          | Porsche 547/3 F4                                    | D            |
| 16 | Wolfgang Seidel         | Ecurie Maarsbergen          | Emeryson     | Emeryson Mk3        | 1006            | Coventry Climax FPF MkI L4                          | D            |
| 17 | Graham Hill             | Owen Racing Organisation    | BRM          | BRM P57             | 5781            | BRM P56 V8                                          | D            |
| 18 | Richie Ginther          | Owen Racing Organisation    | BRM          | BRM P48/57          | 571             | BRM P56 V8                                          | D            |
| 19 | John Surtees            | Bowmaker Racing             | Lola         | Lola Mk4            | BRGP-42         | Coventry Climax FWMV V8                             | D            |
| 20 | Roy Salvadori           | Bowmaker Racing             | Lola Cooper  | Lola Mk4 Cooper T53 | BRGP-43 F1-2-61 | Coventry Climax FWMV V8 Coventry Climax FPF MkII L4 | D            |
| 21 | Jackie Lewis            | Ecurie Galloise             | Cooper       | Cooper T53          | F1-6-61         | Coventry Climax FPF MkII L4                         | D            |

## Qualifications
Trois séances d'essais de deux heures chacune sont prévues, deux le samedi et une le dimanche précédant la course.

### Première séance - vendredi 18 mai (matin)
La première session qualificative a lieu le vendredi matin, sous le soleil. Graham Hill met à profit la journée d'essais privés organisée par son équipe deux semaines auparavant à Zandvoort et se montre nettement le plus rapide, sa BRM s'avérant d'emblée parfaitement au point. Le pilote britannique va parvenir à effectuer un tour à 161,8 km/h de moyenne, à seulement un dixième de seconde du record officieux de la piste établi en qualification par Stirling Moss deux ans auparavant, sur une Lotus de cylindrée alors supérieure. Hill relègue à plus de deux secondes ses principaux adversaires, emmenés par Trevor Taylor et Innes Ireland qui vont réaliser le même temps sur leurs Lotus. ils devancent de peu Richie Ginther, qui utilise un châssis de 1961 sur lequel a été greffé le moteur V8, le pilote américain ayant détruit sa nouvelle BRM lors de l'International Trophy, à Silverstone le week-end précédent. La toute nouvelle Lotus monocoque, étrennée par Jim Clark, semble très efficace, mais nécessite encore un peu de mise au point pour rivaliser avec la BRM de Hill, près de trois secondes plus rapide ; pour s'étalonner, Clark a également effectué quelques tours au volant de la monoplace de son coéquipier Taylor. Malgré ce contretemps, il devance les Ferrari de Ricardo Rodríguez et Phil Hill, qui pour l'heure ne parviennent pas à retrouver leur niveau de l'année précédente. Les nouvelles Porsche ne semblent pas non plus répondre aux attentes de leurs pilotes, Dan Gurney et Joakim Bonnier étant à peine plus rapides que l'ancien modèle de Carel Godin de Beaufort. La Cooper de Bruce McLaren, dont c'est également la première sortie, ne permet pas non plus à son pilote de se mettre en évidence, passant la majeure partie de la matinée au stand afin de régler les carburateurs et la tringlerie de boîte de vitesses.
| Pos. | Pilote                  | Écurie        | Temps        | Écart    |
| ---- | ----------------------- | ------------- | ------------ | -------- |
| 1    | Graham Hill             | BRM           | 1 min 33 s 3 |          |
| 2    | Trevor Taylor           | Lotus-Climax  | 1 min 35 s 4 | + 2 s 1  |
| 3    | Innes Ireland           | Lotus-Climax  | 1 min 35 s 4 | + 2 s 1  |
| 4    | Richie Ginther          | BRM           | 1 min 35 s 6 | + 2 s 3  |
| 5    | Jim Clark               | Lotus-Climax  | 1 min 36 s 1 | + 2 s 8  |
| 6    | Ricardo Rodríguez       | Ferrari       | 1 min 36 s 2 | + 2 s 9  |
| 7    | Phil Hill               | Ferrari       | 1 min 36 s 5 | + 3 s 2  |
| 8    | John Surtees            | Lola-Climax   | 1 min 37 s 0 | + 3 s 7  |
| 9    | Dan Gurney              | Porsche       | 1 min 37 s 1 | + 3 s 8  |
| 10   | Masten Gregory          | Lotus-Climax  | 1 min 38 s 0 | + 4 s 7  |
| 11   | Joakim Bonnier          | Porsche       | 1 min 38 s 1 | + 4 s 8  |
| 12   | Carel Godin de Beaufort | Porsche       | 1 min 38 s 6 | + 5 s 3  |
| 13   | Tony Maggs              | Cooper-Climax | 1 min 38 s 7 | + 5 s 4  |
| 14   | Giancarlo Baghetti      | Ferrari       | 1 min 39 s 3 | + 6 s 0  |
| 15   | Roy Salvadori           | Cooper-Climax | 1 min 40 s 2 | + 6 s 9  |
| 16   | Ben Pon                 | Porsche       | 1 min 42 s 0 | + 8 s 7  |
| 17   | Bruce McLaren           | Cooper-Climax | 1 min 44 s 1 | + 10 s 8 |

- La préparation de sa Lola n'étant pas achevée, Roy Salvadori a disputé la première séance d'essais au volant du mulet de l'équipe Bowmaker Racing, une Cooper de la saison précédente[19].

### Deuxième séance - vendredi 18 mai (après-midi)
La seconde session débute à quinze heures trente, toujours sous le soleil. Elle est de nouveau dominée par Graham Hill qui, à 163 km/h de moyenne, établit un nouveau record officieux. Alors que son coéquipier Taylor voit sa séance prématurément interrompue à cause d'un moteur cassé, Clark, malgré des ennuis de carburation, s'approche à une seconde du temps réalisé par Hill, démontrant l'efficacité de son nouveau châssis. Chez Porsche, les problèmes de réglages du moteur semblent enfin résolus, mais le comportement des monoplaces est loin d'être parfait et c'est en prenant un maximum de risques que Gurney parvient à décrocher le cinquième temps, derrière Ireland et Ginther, et à plus de deux secondes de la meilleure BRM. Les Ferrari se comportent un peu mieux que le matin, Phil Hill devançant la Lola de John Surtees et la Cooper de McLaren. N'ayant pu prendre la piste le matin, Jack Brabham n'est pas encore pleinement satisfait des réglages de sa Lotus et n'occupe que le neuvième rang, à plus de trois secondes de Graham Hill.

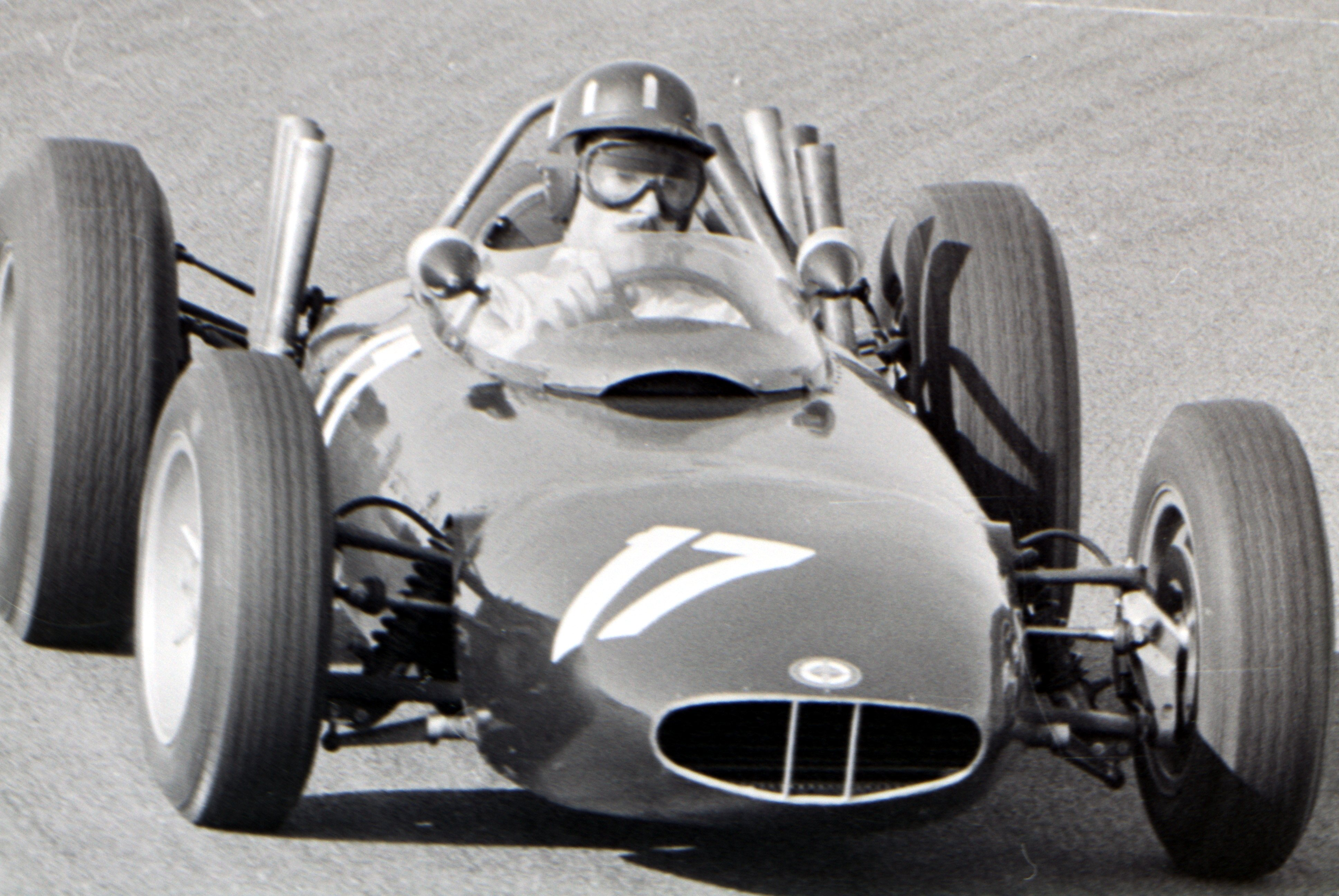
Graham Hill et sa BRM P57 ont dominé la première journée d'essais.

| Pos. | Pilote                  | Écurie          | Temps        | Écart    |
| ---- | ----------------------- | --------------- | ------------ | -------- |
| 1    | Graham Hill             | BRM             | 1 min 32 s 6 |          |
| 2    | Jim Clark               | Lotus-Climax    | 1 min 33 s 6 | + 1 s 0  |
| 3    | Innes Ireland           | Lotus-Climax    | 1 min 34 s 1 | + 1 s 5  |
| 4    | Richie Ginther          | BRM             | 1 min 34 s 5 | + 1 s 9  |
| 5    | Dan Gurney              | Porsche         | 1 min 34 s 7 | + 2 s 1  |
| 6    | Phil Hill               | Ferrari         | 1 min 35 s 0 | + 2 s 4  |
| 7    | John Surtees            | Lola-Climax     | 1 min 35 s 0 | + 2 s 4  |
| 8    | Bruce McLaren           | Cooper-Climax   | 1 min 35 s 2 | + 2 s 6  |
| 9    | Jack Brabham            | Lotus-Climax    | 1 min 35 s 9 | + 3 s 3  |
| 10   | Ricardo Rodríguez       | Ferrari         | 1 min 36 s 1 | + 3 s 5  |
| 11   | Giancarlo Baghetti      | Ferrari         | 1 min 36 s 3 | + 3 s 7  |
| 12   | Joakim Bonnier          | Porsche         | 1 min 37 s 0 | + 4 s 4  |
| 13   | Carel Godin de Beaufort | Porsche         | 1 min 37 s 4 | + 4 s 8  |
| 14   | Tony Maggs              | Cooper-Climax   | 1 min 37 s 5 | + 4 s 9  |
| 15   | Roy Salvadori           | Lola-Climax     | 1 min 38 s 8 | + 6 s 2  |
| 16   | Ben Pon                 | Porsche         | 1 min 40 s 9 | + 8 s 3  |
| 17   | Wolfgang Seidel         | Emeryson-Climax | 1 min 50 s 2 | + 17 s 5 |

### Troisième séance - samedi 19 mai
La dernière séance qualificative débute le samedi après-midi, à quinze heures trente. Il fait nettement moins beau que la veille : un vent froid s'est levé et la pluie menace. Parmi les premiers en piste, Surtees surprend tous ses adversaires en battant d'un dixième de seconde le temps réalisé le vendredi après-midi par Graham Hill. Ce dernier ne peut cependant répliquer, sa monoplace étant aux mains des mécaniciens une bonne partie de l'après-midi. En fin de séance, le pilote BRM peut enfin reprendre la piste ; il effectue une série de tours rapides mais l'apparition de la pluie l’empêche de récupérer le meilleur temps. Clark s'est également mis en évidence et semblait en mesure de se battre pour la pole position lorsqu'une défaillance de la boîte de vitesses a mis un terme à sa séance. Dans l'attente du remontage de son moteur V8, son coéquipier Taylor n'a pu disposer de sa voiture et a dû se rabattre sur le mulet de l'équipe, équipé de l'ancien moteur quatre cylindres, bien moins puissant. Enfin satisfait de ses réglages, Brabham réalise le troisième temps de la journée, un dixième de seconde derrière Clark. McLaren a également nettement amélioré ses temps de la veille, mais un bris de boîte de vitesses va empêcher le Néo-Zélandais de briguer une place en première ligne. Surtees s'attribue donc la pole position et s'élancera à la corde de la première ligne, au côté de Graham Hill et de Clark, tandis que Brabham et McLaren partiront de la seconde ligne. Pratiquement invincibles quelques mois auparavant, les Ferrari sont rentrées dans le rang, le champion du monde Phil Hill n'obtenant qu'une place en quatrième ligne, au côté de Taylor qui, faute de moteur, n'a pas été en mesure d'améliorer sa performance de vendredi matin.
| Pos. | Pilote                  | Écurie          | Temps        | Écart    |
| ---- | ----------------------- | --------------- | ------------ | -------- |
| 1    | John Surtees            | Lola-Climax     | 1 min 32 s 5 |          |
| 2    | Jim Clark               | Lotus-Climax    | 1 min 33 s 2 | + 0 s 7  |
| 3    | Jack Brabham            | Lotus-Climax    | 1 min 33 s 3 | + 0 s 8  |
| 4    | Graham Hill             | BRM             | 1 min 33 s 4 | + 0 s 9  |
| 5    | Bruce McLaren           | Cooper-Climax   | 1 min 33 s 9 | + 1 s 4  |
| 6    | Dan Gurney              | Porsche         | 1 min 34 s 9 | + 2 s 4  |
| 7    | Phil Hill               | Ferrari         | 1 min 35 s 4 | + 2 s 9  |
| 8    | Innes Ireland           | Lotus-Climax    | 1 min 36 s 0 | + 3 s 5  |
| 9    | Ricardo Rodríguez       | Ferrari         | 1 min 36 s 1 | + 3 s 6  |
| 10   | Trevor Taylor           | Lotus-Climax    | 1 min 36 s 4 | + 3 s 9  |
| 11   | Richie Ginther          | BRM             | 1 min 36 s 9 | + 4 s 4  |
| 12   | Joakim Bonnier          | Porsche         | 1 min 37 s 5 | + 5 s 0  |
| 13   | Roy Salvadori           | Lola-Climax     | 1 min 38 s 9 | + 6 s 4  |
| 14   | Giancarlo Baghetti      | Ferrari         | 1 min 39 s 3 | + 6 s 8  |
| 15   | Carel Godin de Beaufort | Porsche         | 1 min 39 s 8 | + 7 s 3  |
| 16   | Tony Maggs              | Cooper-Climax   | 1 min 41 s 1 | + 8 s 6  |
| 17   | Ben Pon                 | Porsche         | 1 min 42 s 2 | + 9 s 7  |
| 18   | Jackie Lewis            | Cooper-Climax   | 1 min 43 s 2 | + 10 s 7 |
| 19   | Wolfgang Seidel         | Emeryson-Climax | 1 min 46 s 0 | + 13 s 5 |

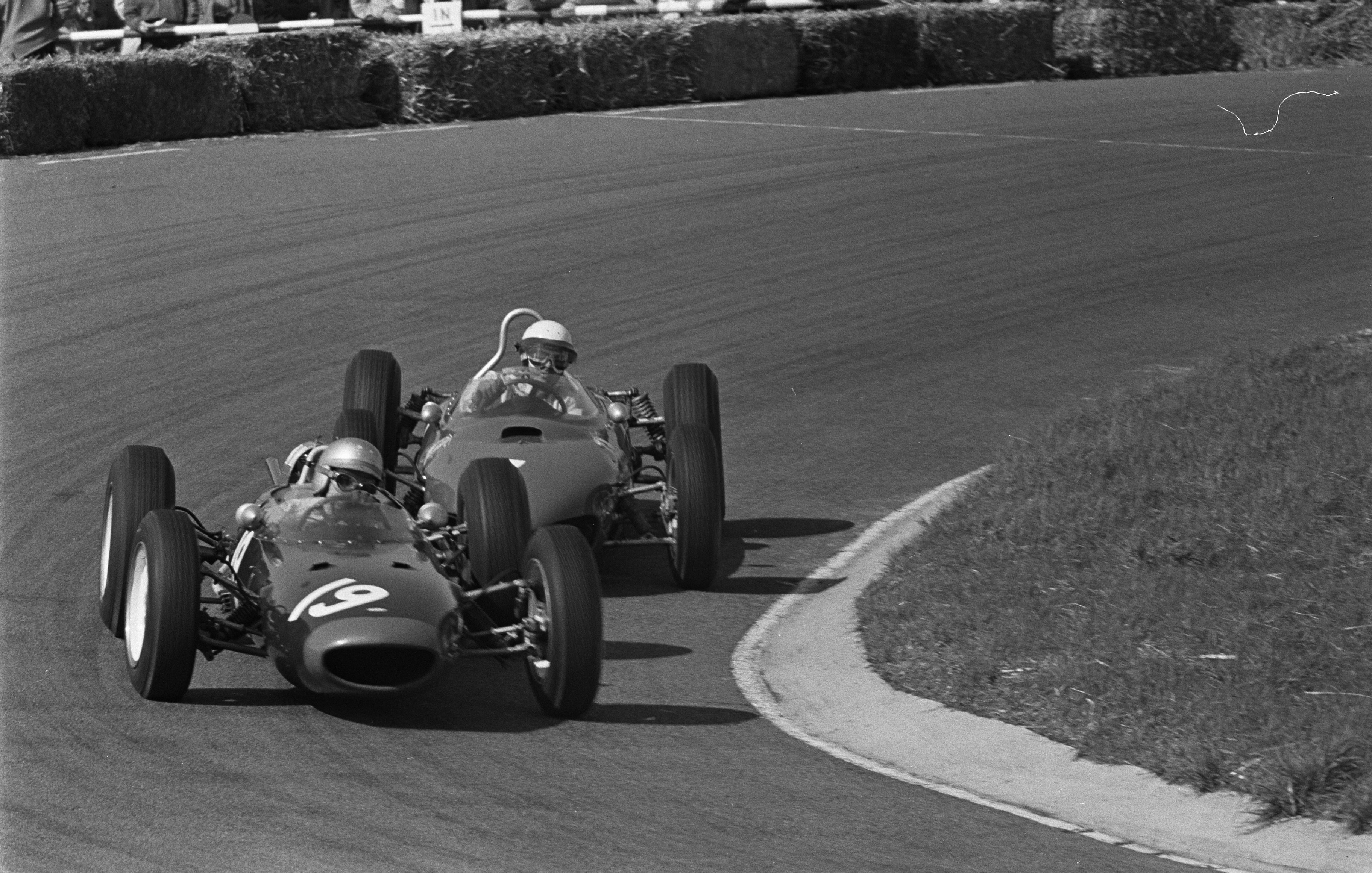
John Surtees et sa Lola Mk4, meilleur temps à l'issue de la dernière séance de qualifications.

- Trevor Taylor a disputé la dernière séance d'essais sur le mulet de l'équipe Lotus, équipé d'un ancien moteur quatre cylindres.

## Grille de départ du Grand Prix
| 1re ligne | Pos. 3                       |                              | Pos. 2                        |                               | Pos. 1                         |
|           | Clark Lotus 1 min 33 s 2     |                              | G. Hill BRM 1 min 32 s 6      |                               | Surtees Lola 1 min 32 s 5      |
| 2e ligne  |                              | Pos. 5                       |                               | Pos. 4                        |                                |
|           |                              | McLaren Cooper 1 min 33 s 9  |                               | Brabham Lotus 1 min 33 s 3    |                                |
| 3e ligne  | Pos. 8                       |                              | Pos. 7                        |                               | Pos. 6                         |
|           | Gurney Porsche 1 min 34 s 7  |                              | Ginther BRM 1 min 34 s 5      |                               | Ireland Lotus 1 min 34 s 1     |
| 4e ligne  |                              | Pos. 10                      |                               | Pos. 9                        |                                |
|           |                              | Taylor Lotus 1 min 35 s 4    |                               | P. Hill Ferrari 1 min 35 s 0  |                                |
| 5e ligne  | Pos. 13                      |                              | Pos. 12                       |                               | Pos. 11                        |
|           | Bonnier Porsche 1 min 37 s 0 |                              | Baghetti Ferrari 1 min 36 s 3 |                               | Rodríguez Ferrari 1 min 36 s 1 |
| 6e ligne  |                              | Pos. 15                      |                               | Pos. 14                       |                                |
|           |                              | Maggs Cooper 1 min 37 s 5    |                               | Beaufort Porsche 1 min 37 s 4 |                                |
| 7e ligne  | Pos. 18                      |                              | Pos. 17                       |                               | Pos. 16                        |
|           | Pon Porsche 1 min 40 s 9     |                              | Salvadori Lola 1 min 38 s 8   |                               | Gregory Lotus 1 min 38 s 0     |
| 8e ligne  |                              | Pos. 20                      |                               | Pos. 19                       |                                |
|           |                              | Seidel Emeryson 1 min 46 s 0 |                               | Lewis Cooper 1 min 43 s 2     |                                |

## Déroulement de la course

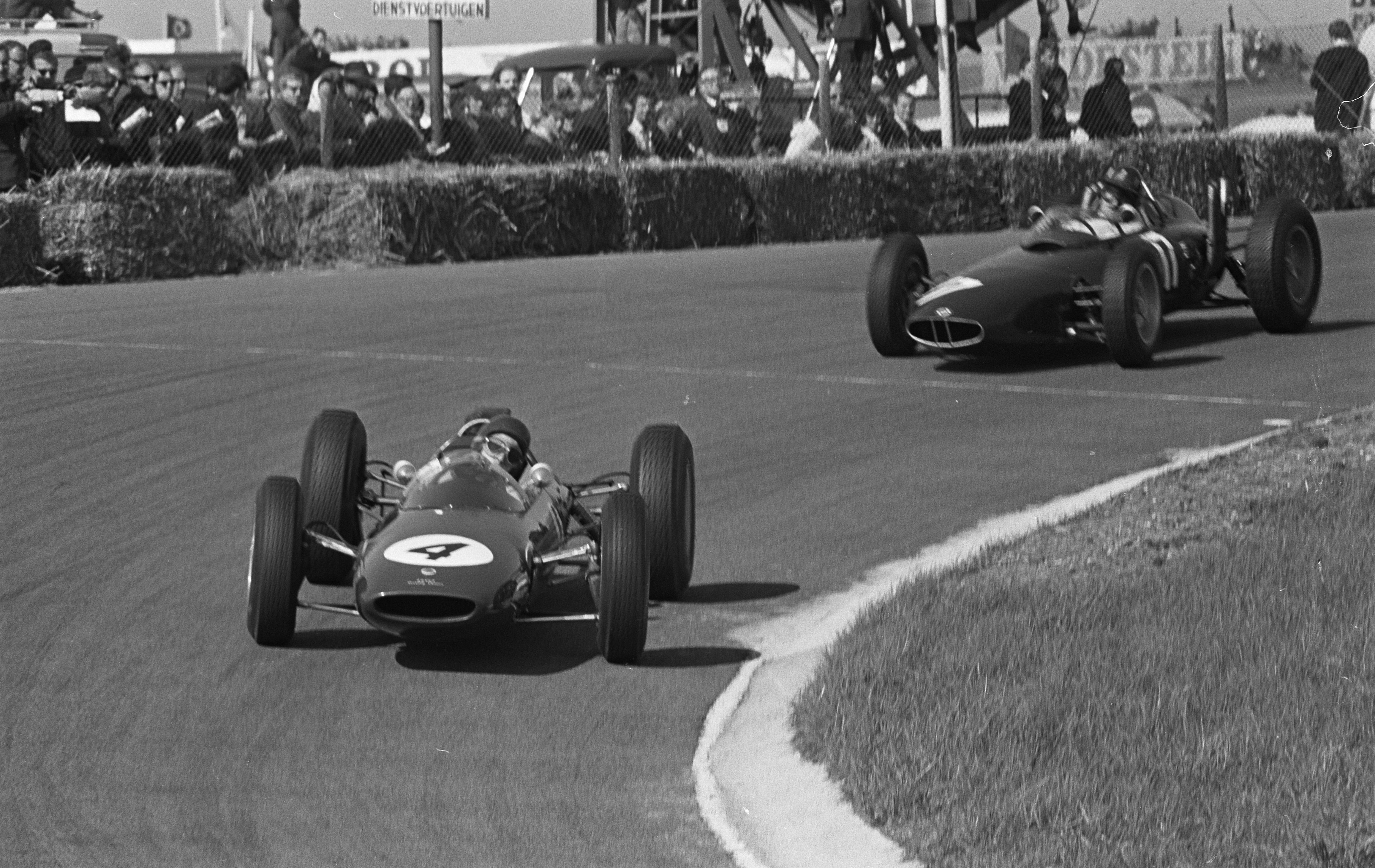
La Lotus 25 de Clark en tête devant la BRM P57 de Hill, en début de course.

Le départ est donné le dimanche à quinze heures quinze, sous le soleil et devant près de soixante mille spectateurs. Placé à l'extérieur de la première ligne, Jim Clark prend un excellent envol et parvient à plonger le premier à la corde du virage de Tarzan, sa Lotus précédant la BRM de Graham Hill et la Porsche de Dan Gurney, qui a gagné cinq places. Ces trois pilotes repassent dans cet ordre devant les tribunes, devant un peloton emmené par la Lola de John Surtees et la Ferrari de Phil Hill. Au cours du second tour Clark se détache, portant son avance sur Hill et Gurney à deux secondes. Derrière le trio de tête, Surtees se maintient en quatrième position, suivi de près par la Lotus d'Innes Ireland qui a débordé Phil Hill. La lutte est très intense au sein de ce peloton, qui comprend également la Cooper, la Ferrari de Ricardo Rodríguez et les Lotus de Trevor Taylor et Jack Brabham. Ce dernier n'ira cependant pas très loin : touché au cours quatrième tour par la voiture de Rodríguez, il rejoint péniblement son stand avant d'abandonner, tandis que le jeune pilote mexicain va perdre plus d'un tour à s'extraire du bas-côté où il s'est ensablé. McLaren est passé à l'attaque ; après avoir débordé Phil Hill, il passe Ireland, puis Surtees au cours du cinquième tour qu'il couvre à près de 160 km/h de moyenne. Clark possède alors plusieurs secondes d'avance sur Hill, lui-même nettement détaché de Gurney. Derrière McLaren, quatrième, Ireland a également dépassé Surtees qui va bientôt céder aux attaques de Taylor. Le pilote de la Lola va perdre une place supplémentaire au profit de Phil Hill au cours du huitième tour, peu avant de sortir brutalement de la piste à cause de la rupture soudaine d'un triangle de suspension avant. Par sécurité, la seconde voiture de l'écurie, aux mains de Roy Salvadori, sera retirée de la course. Après dix tours, le trio de tête reste inchangé, précédant le peloton de chasse, toujours emmené par McLaren, à une dizaine de secondes de Clark. La Porsche de Gurney ralentit soudain : le sélecteur de vitesses est déboîté et le pilote américain regagne lentement son stand, dont il repartira très attardé. Presque aussitôt, Clark est à son tour en difficulté, sortant au ralenti du virage de Tarzan. Graham Hill se retrouve seul en tête, avec plus de cinq secondes d'avance sur McLaren, Ireland et Phil Hill, Clark achevant péniblement son tour pour faire réparer son embrayage défectueux.

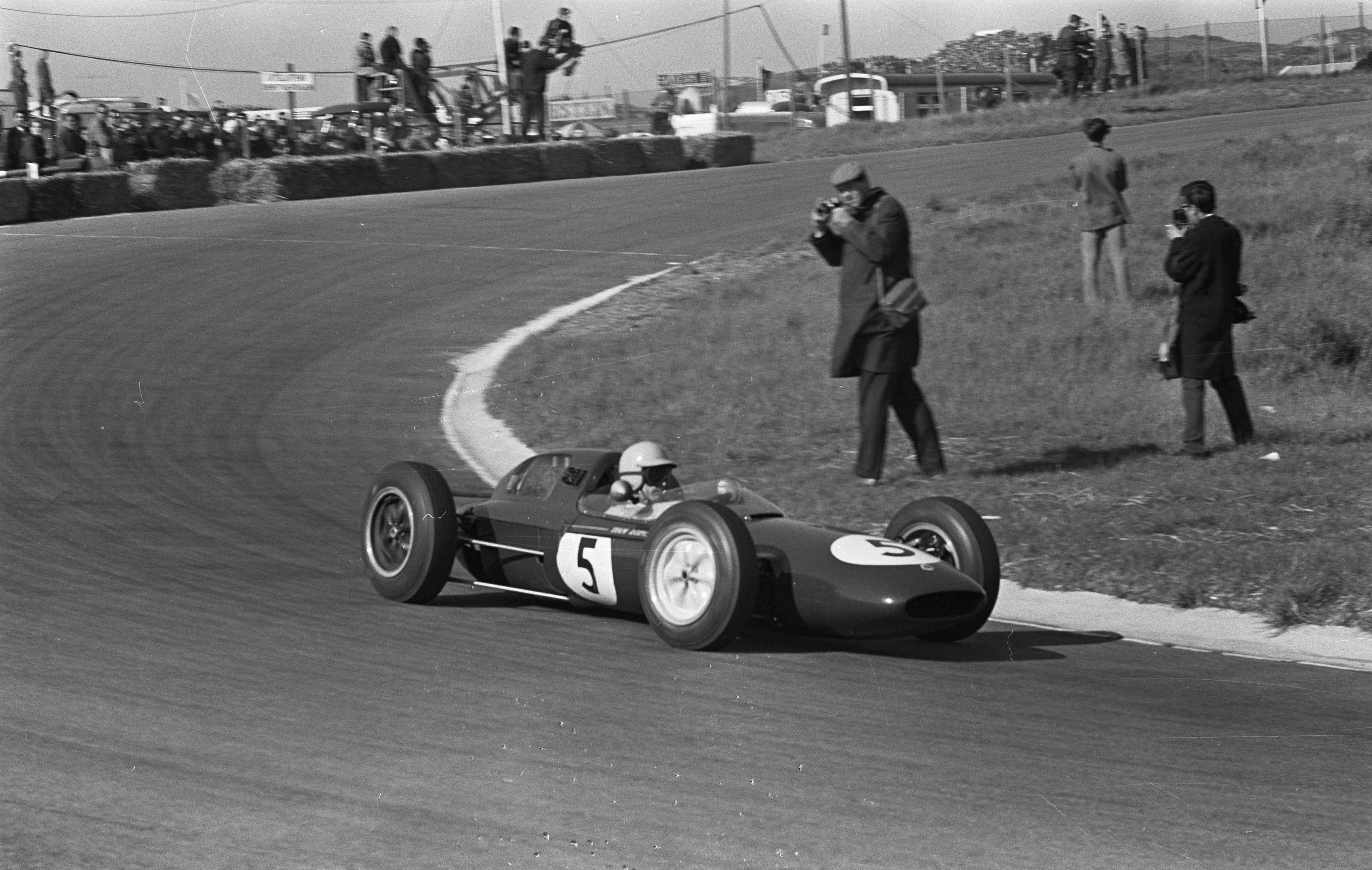
Belle fin de course de Taylor sur sa Lotus 24, qui a subtilisé la seconde place au champion du monde Phil Hill.

Malgré une tubulure d'échappement cassée, Graham Hill augmente sensiblement son avance sur McLaren. Au vingtième tour, le pilote de la Cooper accuse un retard de sept secondes. Phil Hill est maintenant troisième, onze secondes plus loin, le champion du monde ayant dépassé Ireland dont les freins ont tendance à se bloquer de façon intempestive. Tous deux gagnent bientôt une place, quand la boîte de vitesses de McLaren casse ; Graham Hill a désormais vingt-cinq secondes de marge sur son premier poursuivant, position très confortable d'autant que le Britannique continue à aligner avec aisance les tours rapides et à creuser l'écart. Après trente tours, Phil Hill est relégué à plus d'une demi-minute, tandis qu'Ireland, toujours en difficulté avec ses freins, est sur le point d'être rejoint par Taylor. Un peu plus loin, c'est désormais la Ferrari de Giancarlo Baghetti qui occupe la cinquième place, tandis que Masten Gregory, sixième, compte près d'un tour de retard. Alors qu'en tête le pilote BRM lève sensiblement le pied, se contentant désormais de préserver son avance, Taylor déborde Ireland pour le gain de la troisième place. Il compte alors douze secondes de retard sur Phil Hill, mais l'Américain commence à perdre un peu de terrain. À la mi-course, trente-trois secondes séparent les deux premiers, mais Taylor et Ireland se sont rapprochés de la Ferrari. Les tours suivants n'apportent pas de changement significatif, Phil Hill parvenant à contenir le retour des deux Lotus qui le suivent. Baghetti, qui se maintient à la cinquième place, se fait bientôt prendre un tour par la BRM de tête. Le pilote italien est maintenant menacé par Gregory, qui s'apprête à l'attaquer lorsque la boîte de vitesses de sa Lotus se bloque, provoquant une sortie de piste. Taylor, qui compte alors cinq secondes de retard sur Phil Hill, commence à remonter imperceptiblement, dixième par dixième. Aux trois quarts de l'épreuve, il n'est plus qu'à une seconde et demie du deuxième, ralenti par une perte de puissance de son moteur. Ireland est toujours quatrième, mais il a perdu du terrain. Alors qu’il entame son soixante-deuxième tour, les roues de sa Lotus se bloquent à l'entrée du virage de Tarzan et la monoplace de l'Écossais sort de la piste, escalade la clôture avant de retomber brutalement sur ses roues ; le pilote est choqué mais pratiquement indemne, souffrant juste d'écorchures au nez et à la joue. Au même moment, Taylor, qui a en deux tours comblé son retard sur Phil Hill, l'attaque et s'empare de la seconde place; il s'en détache rapidement, mais ne peut toutefois espérer rejoindre la BRM de tête, qui caracole vingt-sept secondes devant. La course est jouée et seule la lutte pour la cinquième place, alors détenue par Tony Maggs, viendra animer les derniers tours. Le second pilote Cooper résiste tout d'abord aux assauts de Richie Ginther (BRM), qui finira par sortir de la route, puis à ceux de Rodríguez qui va connaître le même sort peu avant l'arrivée. Graham Hill remporte sa première victoire en championnat, après avoir mené la majeure partie de l'épreuve, loin devant la Lotus de Taylor. Dominatrices la saison précédente, les Ferrari terminent aux troisième et quatrième places, Phil Hill et Giancarlo Baghetti n'ayant jamais été en mesure de contrer les monoplaces britanniques.

### Classements intermédiaires
Classements intermédiaires des monoplaces aux premier, deuxième, troisième, cinquième, huitième, dixième, quinzième, vingtième, trentième, quarantième, cinquantième, soixantième et soixante-dixième tours,.

### Classement de la course

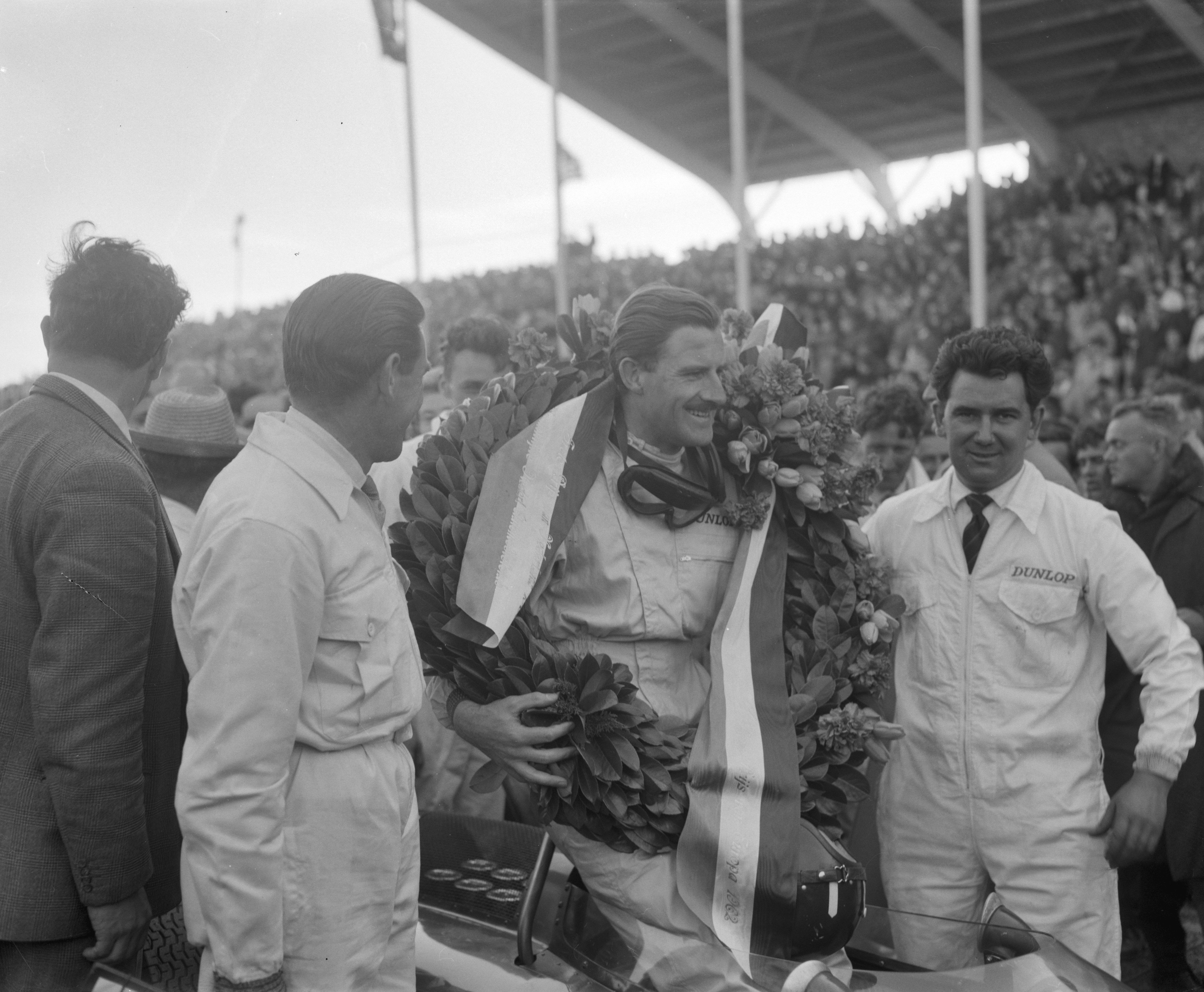
Graham Hill remporte sa première victoire en championnat du monde.

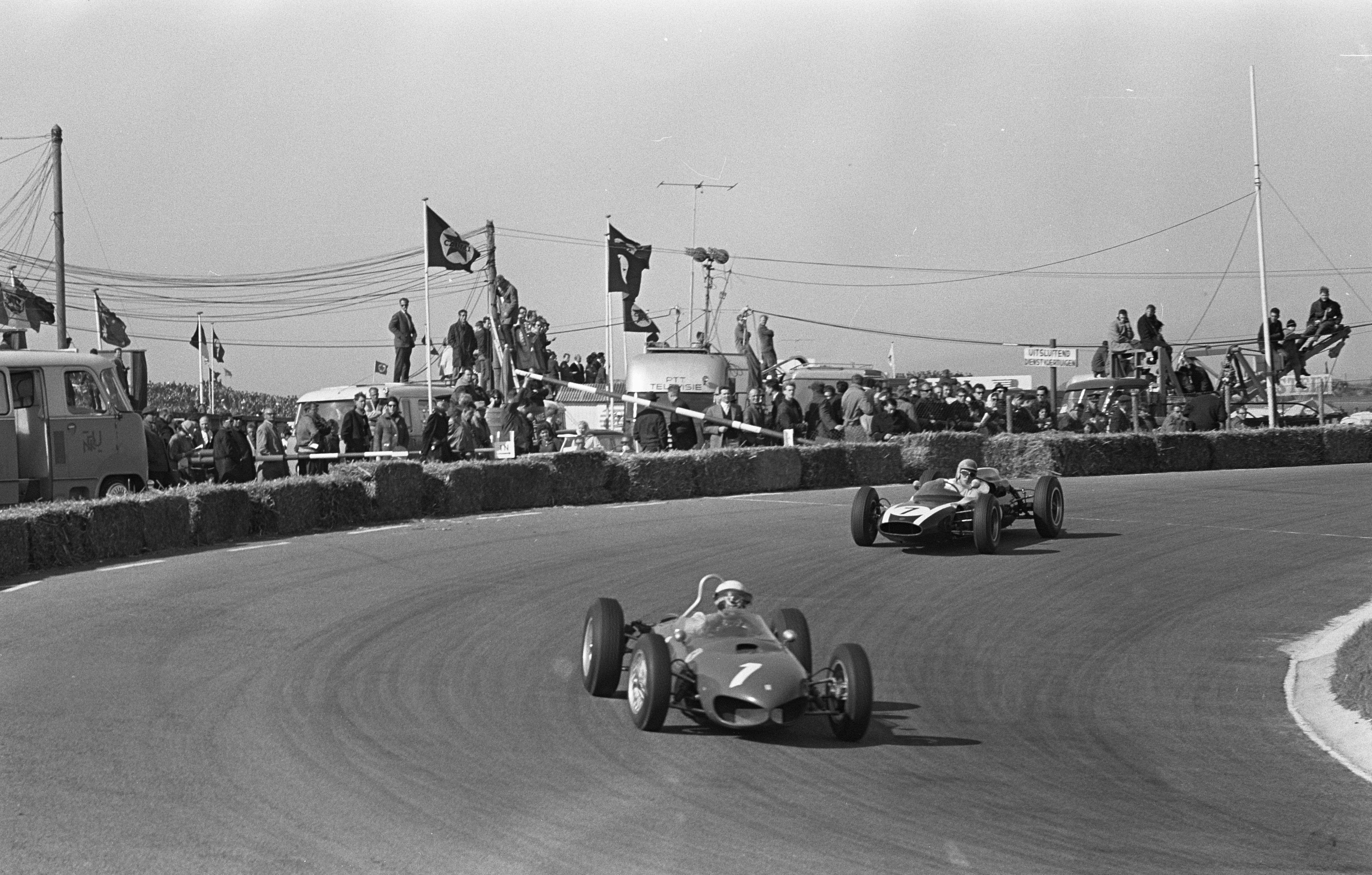
La Ferrari 156 de Phil Hill et la Cooper T55 de Tony Maggs ; ils se classeront respectivement respectivement 3e et 5e du Grand Prix.

| Pos  | No | Pilote                  | Écurie          | Tours | Temps/Abandon                          | Grille | Points |
| ---- | -- | ----------------------- | --------------- | ----- | -------------------------------------- | ------ | ------ |
| 1    | 17 | Graham Hill             | BRM             | 80    | 2 h 11 min 02 s 1                      | 2      | 9      |
| 2    | 5  | Trevor Taylor           | Lotus-Climax    | 80    | 2 h 11 min 29 s 3 (+ 27 s 2 )          | 10     | 6      |
| 3    | 1  | Phil Hill               | Ferrari         | 80    | 2 h 12 min 23 s 2 (+ 1 min 21 s 1)     | 9      | 4      |
| 4    | 2  | Giancarlo Baghetti      | Ferrari         | 79    | 2 h 11 min 59 s 3 (+ 1 tour)           | 12     | 3      |
| 5    | 7  | Tony Maggs              | Cooper-Climax   | 78    | 2 h 11 min 57 s 2 (+ 2 tours)          | 15     | 2      |
| 6    | 14 | Carel Godin de Beaufort | Porsche         | 76    | 2 h 12 min 25 s 7 (+ 4 tours)          | 14     | 1      |
| 7    | 11 | Jo Bonnier              | Porsche         | 75    | 2 h 11 min 14 s 2 (+ 5 tours)          | 13     |        |
| 8    | 21 | Jackie Lewis            | Cooper-Climax   | 70    | 2 h 11 min 24 s 4 (+ 10 tours)         | 7      |        |
| 9    | 4  | Jim Clark               | Lotus-Climax    | 70    | 2 h 11 min 47 s 6 (+ 10 tours)         | 3      |        |
| Abd. | 3  | Ricardo Rodríguez       | Ferrari         | 73    | Accident                               | 11     |        |
| Abd. | 18 | Richie Ginther          | BRM             | 71    | Accident                               | 7      |        |
| Abd. | 9  | Innes Ireland           | Lotus-Climax    | 61    | Accident                               | 6      |        |
| Abd. | 10 | Masten Gregory          | Lotus-Climax    | 54    | Transmission                           | 16     |        |
| Nc.  | 16 | Wolfgang Seidel         | Emeryson-Climax | 52    | Non classé                             | 20     |        |
| Abd. | 12 | Dan Gurney              | Porsche         | 47    | Boîte de vitesses                      | 8      |        |
| Abd. | 6  | Bruce McLaren           | Cooper-Climax   | 21    | Sélecteur de boîte de vitesses         | 5      |        |
| Ret. | 20 | Roy Salvadori           | Lola-Climax     | 12    | Retrait (risque de bris de suspension) | 17     |        |
| Abd. | 19 | John Surtees            | Lola-Climax     | 8     | Accident                               | 1      |        |
| Abd. | 8  | Jack Brabham            | Lotus-Climax    | 4     | Accident                               | 4      |        |
| Abd. | 15 | Ben Pon                 | Porsche         | 2     | Accident                               | 10     |        |

Légende :
- Abd.=abandon

### Pole position et record du tour

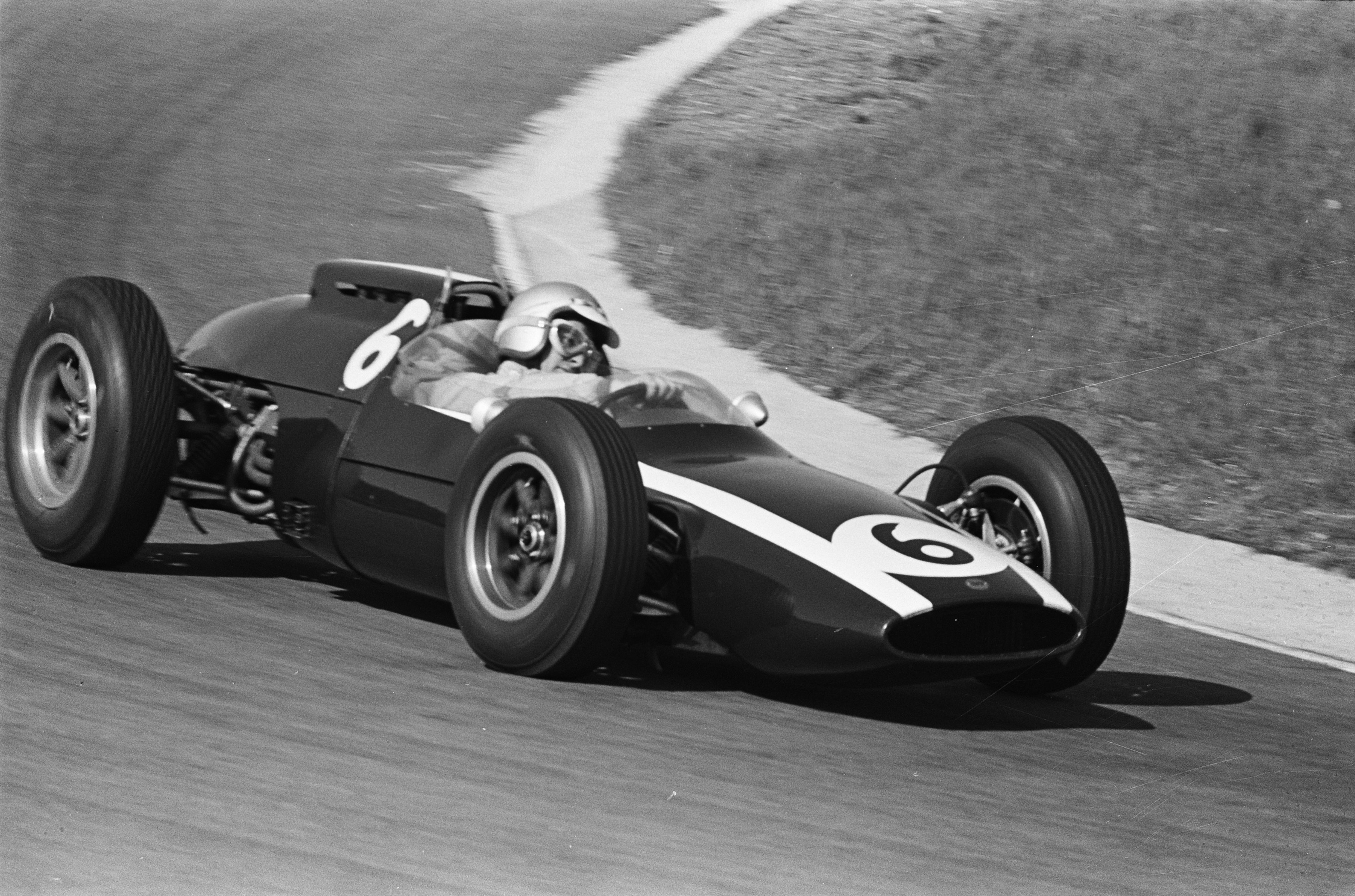
La Cooper T60 de McLaren, auteur du meilleur tour en course.

- Pole position :  John Surtees en 1 min 32 s 5 (vitesse moyenne : 163,187 km/h). Temps réalisé lors de la séance d'essais du samedi 19 mai[18].
- Meilleur tour en course :  Bruce McLaren en 1 min 34 s 4 au 5e tour (vitesse moyenne : 159,903 km/h).

#### Évolution du record du tour en course
Le meilleur tour ne fut amélioré qu'à deux reprises au cours de l'épreuve.

### Tours en tête
- Jim Clark : 11 tours (1-11)
- Graham Hill : 69 tours (12-80)

Dans le tour par tour de l'année automobile no 10 1962-1963, Phil Hill figure en tête du 55e tour de la course. Il s'agit d'une erreur (reproduite dans certaines encyclopédies consacrées à la formule 1), le même annuel spécifiant dans son compte-rendu du Grand Prix que Graham Hill a pris la tête au douzième tour et n'a dès lors plus jamais été inquiété jusqu'à l'arrivée. Le tour par tour réalisé par Gérard Crombac pour le mensuel Sport Auto no 6 (15 juin 1962) fait bien apparaître Graham Hill en tête du 12e au 80e tour, information confirmée dans les comptes-rendus d'autres revues spécialisées de juin 1962 (L'Automobile no 194, MotorSport Vol. XXXVIII no 6).

## Classement général à l'issue de la course
- Attribution des points : 9, 6, 4, 3, 2, 1 respectivement aux six premiers de chaque épreuve.
- Pour la coupe des constructeurs, même barème et seule la voiture la mieux classée de chaque équipe inscrit des points.
- Seuls les cinq meilleurs résultats sont comptabilisés.
- Le règlement permet aux pilotes de se relayer sur une même voiture, les points éventuellement acquis étant alors perdus pour pilotes et constructeur[18].

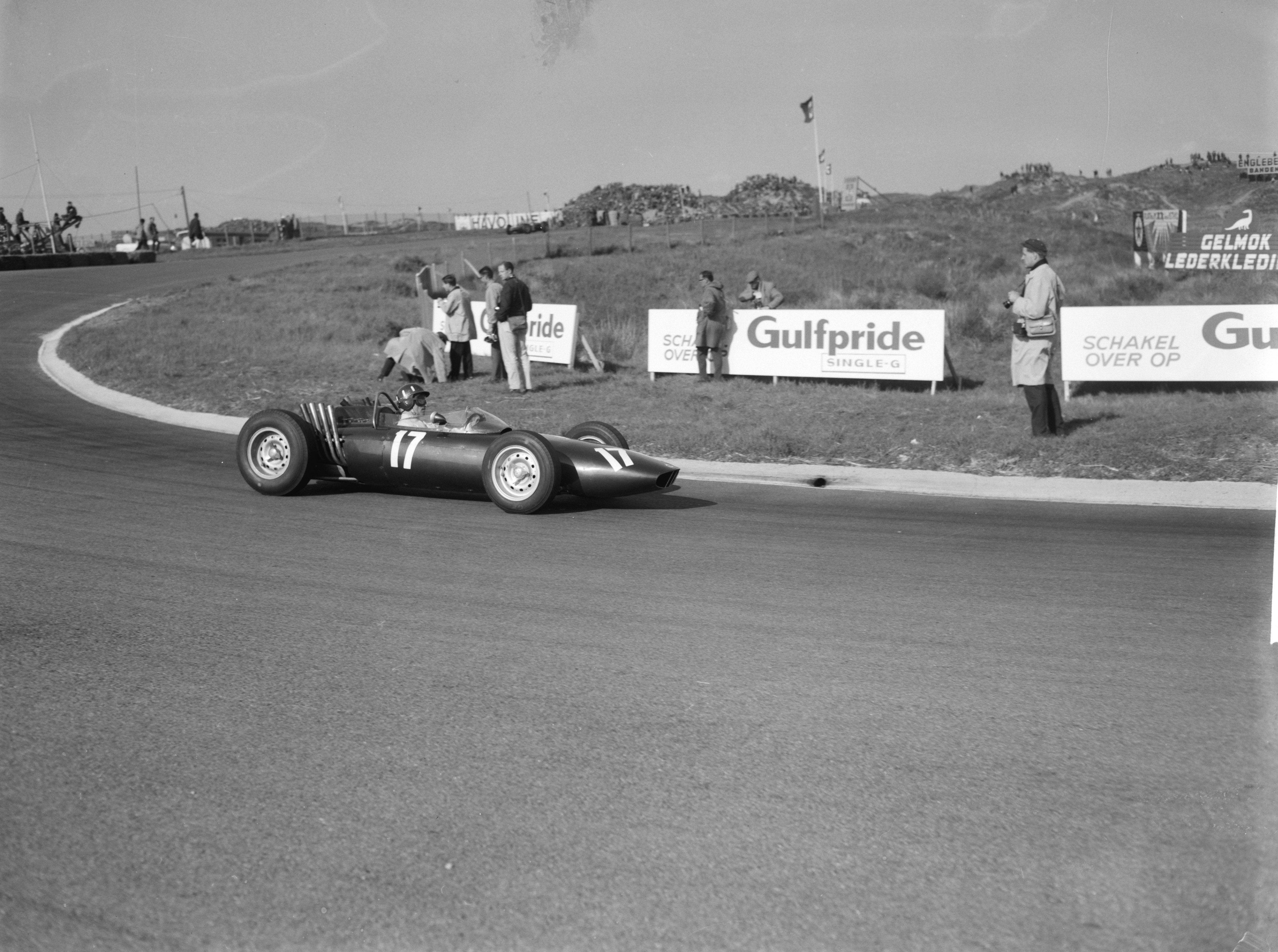
Grâce à sa victoire à Zandvoort, Graham Hill occupe la tête du championnat du monde et BRM celle de la Coupe des constructeurs.

| Pos. | Pilote                  | Écurie  | Points | NL | MON | BEL | FRA | GBR | ALL | ITA | USA | AFS |
| ---- | ----------------------- | ------- | ------ | -- | --- | --- | --- | --- | --- | --- | --- | --- |
| 1    | Graham Hill             | BRM     | 9      | 9  |     |     |     |     |     |     |     |     |
| 2    | Trevor Taylor           | Lotus   | 6      | 6  |     |     |     |     |     |     |     |     |
| 3    | Phil Hill               | Ferrari | 4      | 4  |     |     |     |     |     |     |     |     |
| 4    | Giancarlo Baghetti      | Ferrari | 3      | 3  |     |     |     |     |     |     |     |     |
| 5    | Tony Maggs              | Cooper  | 2      | 2  |     |     |     |     |     |     |     |     |
| 6    | Carel Godin de Beaufort | Porsche | 1      | 1  |     |     |     |     |     |     |     |     |

| Pos. | Écurie        | Points | NL | MON | BEL | FRA | GBR | ALL | ITA | USA | AFS |
| ---- | ------------- | ------ | -- | --- | --- | --- | --- | --- | --- | --- | --- |
| 1    | BRM           | 9      | 9  |     |     |     |     |     |     |     |     |
| 2    | Lotus-Climax  | 6      | 6  |     |     |     |     |     |     |     |     |
| 3    | Ferrari       | 4      | 4  |     |     |     |     |     |     |     |     |
| 4    | Cooper-Climax | 2      | 2  |     |     |     |     |     |     |     |     |
| 5    | Porsche       | 1      | 1  |     |     |     |     |     |     |     |     |

## À noter
- 1re victoire en championnat du monde pour Graham Hill, sa troisième en F1, le pilote anglais ayant remporté deux courses hors championnat en début de saison[6].
- 2e victoire en championnat du monde pour BRM en tant que constructeur.
- 2e victoire en championnat du monde pour BRM en tant que motoriste.